# Lampadioteuthis megaleia
Lampadioteuthis megaleia S. S. Berry, 1916 è una specie di cefalopode decapode, l'unica specie del genere Lampadioteuthis S. S. Berry, 1916 e dell'intera famiglia Lampadioteuthidae S. S. Berry, 1916. In passato era classificato nella famiglia Lycoteuthidae, ma se ne differenzia principalmente per la presenza di un ectocotile nei maschi e per il possesso di un rostro sul gladio.

## Descrizione
L. megaleia è un piccolo calamaro che cresce fino a una lunghezza del mantello di 4 cm. Nei maschi il braccio ventrale destro funge da ectocotile con una membrana protettiva allargata sulla parte centrale. Presenta quattro fotofori oculari, tre disposti in linea ventrale e uno posizionato lateralmente. I tentacoli hanno cinque fotofori che sono fissati su uno stelo. Sono presenti fotofori anali circolari su entrambi i lati del retto, singoli fotofori branchiali allungati si trovano alla base di ogni branchia, non sono presenti fotofori addominali e un singolo fotoforo è situato nella parte posteriore dell'addome tra la superficie interna del mantello e i visceri. Ci sono molti cromatofori funzionali che sono ricoperti da una pellicola esterna pigmentata di viola.

## Distribuzione e habitat
L. megaleia si trova nell'Oceano Atlantico settentrionale subtropicale nella Corrente del Golfo, nel Mar dei Sargassi settentrionale e nell'Oceano Pacifico sud-occidentale. La sua località tipo sono le isole Kermadec, nell'Oceano Pacifico meridionale. Nell'Atlantico settentrionale orientale è stato segnalato tra le Azzorre e la Spagna a sud fino a 25°N mentre nell'Atlantico settentrionale occidentale è stato registrato a 40°N. L. megaleia vive nelle zone mesopelagica superiore ed epipelagica.

## Biologia
Si sa poco della sua storia biologica, ma si ritiene che la pigmentazione viola della pelle che ricopre i suoi fotofori agisca come un filtro colorato che consente alla bioluminescenza di avvicinarsi di più al colore della luce del sole o della luna che filtra dalla superficie. I fotofori delle specie di calamari del genere Lycoteuthis presentano un tipo di filtro molto simile. Sono stati trovati subadulti di piccole dimensioni, con un mantello lungo meno di 8 mm, che sono molto simili agli adulti, eccetto per alcune proporzioni del corpo che differiscono, per la dimensione dei fotofori e per il fatto di possedere il fotoforo grande solo alla base di ogni tentacolo. Le paralarve sono planctoniche.